# Manuel Álvarez Zamora
General José Manuel Dolores Álvarez Zamora (1800-1857) fue el Primer Gobernador del Estado de Colima, México.

## Biografía
Nació en Villa de Álvarez, Colima, el 20 de septiembre de 1800. Inició su carrera militar a la edad de 17 años. Por méritos militares, fue nombrado comandante militar de Colima, otorgándosele el grado de general de brigada. 
A los 26 años, se inició en la política, por lo que fue alcalde de Cuarto, Regidor Subdecano, Alcalde Tercero, Regidor de Colima de 1826 a 1828; fue también Alcalde en 1832; Centralista en 1835; y Vocal de la Diputación Territorial de 1847 a 1853 y Jefe Político del Territorio desde 1852. 
Aunque era partidario de Antonio López de Santa Anna, el hecho no impidió que Ignacio Comonfort lo nombre primer vocal de la Junta Constitutiva del Territorio de Colima en 1855.
El Congreso del Estado se instaló el 19 de julio de 1857 y designó a Manuel Álvarez gobernador provisional; más tarde fue gobernador Constitucional, cargo que sólo tuvo por 37 días.

## Muerte
El Motín encabezado por los Capitanes Mariano Vejár y José G. Rubio, al grito de "Religión y Fueros" le costó la vida en 1857. Sus restos reposan en el atrio del Templo de La Salud en la Ciudad de Colima. El Gobierno del Estado lo elevó a Benemérito de Colima en grado heroico el 18 de septiembre de 1857.
- Datos: Q328454